# Hexagonul de Iarnă

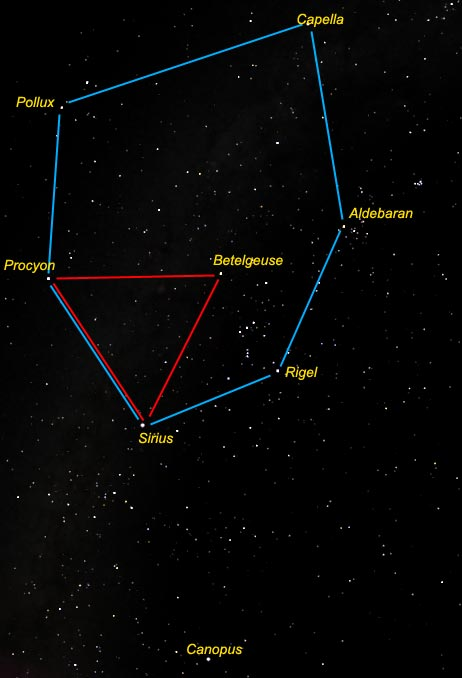
Roșu = Triunghiul de Iarnă, Albastru = Hexagonul de Iarnă

Hexagonul de Iarnă, cunoscut și ca Triunghiul de Iarnă sau Cercul de Iarnă este un asterism astronomic ce pare a avea forma unui hexagon format din linii imaginare conturate de stelele Rigel, Aldebaran, Capella, Pollux, Procyon și Sirius. Este mare parte a anului prezent în emisfera nordică cerească. În multe locații de pe Pământ (în afara insulei Noua Zeelandă, în sudul stalelor Chile și Argentina și mai în sud) acest asterism este vizibil permanent în perioada martie-decembrie. La tropice și în emisfera sudică (denumit acolo hexagonul de vară) poate fi descoperit cu ajutorul stelei Canopus din sud. 
Mica parte a asterismului, Marele Triunghi de Iarnă, este alcătuit din stelele Betelgeuse, Procyon și Sirius și are o formă aproape de a unui triunghi echilateral.